# Сан-Феличе-суль-Панаро
Сан-Феличе-суль-Панаро (итал. San Felice sul Panaro) —  город в Италии, располагается в регионе Эмилия-Романья, подчиняется административному центру Модена.
Население составляет 10 006 человек, плотность населения составляет 196 чел./км². Занимает площадь 51 км². Почтовый индекс — 41038. Телефонный код — 0535.
Покровителем коммуны почитается святой Феликс из Тибиуки. Праздник ежегодно празднуется 24 октября.